# پرمون نطقی
پرمون نطقی (زادهٔ ۲۸ بهمن ۱۳۶۵ در تهران – درگذشتهٔ ۱۳ تیر ۱۳۹۸ در همدان) بازیکن و کاپیتان تیم اسکیت هاکی بانوان استان همدان، داور، مدرس و مربی بین‌المللی رشته ورزشی اسکیت و عضو سابق تیم ملی اینلاین هاکی زنان ایران و عضو مربیان رسمی فدراسیون اسکیت ایران و فدراسیون جهانی رولر اسپرتس است که در ۱۳ تیر ماه ۱۳۹۸ در هنگام بازگشت از یک مأموریت آموزشی در اثر سانحه تصادف، در گذشت. در همین راستا و در افتتاحیهٔ لیگ برتر اسکیت هاکی بانوان ایران که به احترام او در استان زادگاهش برگزار شد، با حضور رئیس فدراسیون اسکیت، استاندار همدان، مدیر کل ورزش و جوانان استان همدان و سایر مسئولین ورزش کشوری و استانی این لیگ به نام «جام زنده یاد پرمون نطقی» نامگذاری شد.

## زندگی شخصی
پرمون نطقی در تاریخ ۲۸ بهمن سال ۱۳۶۵ در تهران متولد شد و از آنجایی که اصالتاً اهل همدان بود، چند هفته پس از تولدش به همراه پدر و مادر خود به همدان رفت و تا ۳۲ سالگی در آن شهر زندگی کرد. وی در سال ۱۳۹۰ تحصیلات کارشناسی خود را در رشته نرم‌افزار کامپیوتر در دانشگاه آزاد اسلامی همدان به پایان رساند، بعد از آن در سال ۱۳۹۱ به همراه همسر خود به مالزی مهاجرت کرد و نزدیک به ۳ سال را در آنجا گذراند و در سال ۱۳۹۳ به ایران بازگشت. در سال ۱۳۹۵ در دانشگاه آزاد اسلامی واحد تهران مرکزی در رشته تغذیه و فیزیولوژی ورزشی مشغول به تحصیل شد و در سال ۱۳۹۷ با معدل بالا از دانشگاه فارغ‌التحصیل شد، موضوع پایان‌نامه او «تأثیر مکمل آزربه بر نشانگران فشار اُکسیداتیو پس از یک وهله فعالیت مقاومتی در زنان اسکیت باز» بود. وی از سال ۱۳۹۶ در دانشگاه بوعلی سینای همدان به تدریس دروس عملی و تئوری در رشته تربیت بدنی مشغول شد. در کنار فعالیت‌های ورزشی، با داشتن مدرک کارشناسی کامپیوتر، شرکت دانش بنیان مربوط به علوم آی تی را به همراه همسرش پایه‌گذاری کرد و به عنوان رئیس هیئت مدیره در آن فعالیت نمود و در دومین دوره مسابقات اینترنت اشیاء موفق به کسب رتبه سوم کشوری گردید.وی در کنار تمام فعالیت‌های حرفه‌ای در حوزه ورزش و کامپیوتر و دیگر فعالیت‌های شغلی، با موسسات خیریه مربوط به کوکان محروم نیز همکاری داشت. پس از زمین‌لرزه ۱۳۹۶ ازگله کرمانشاه با حضور در مناطق زلزله‌زده به کمک‌رسانی به خانواده‌های آسیب‌دیده خصوصاً کودکان پرداخت. همچنین در سیل ۱۳۹۸ شمال ایران با جمع‌آوری مبلغ قابل توجهی و ارسال آن به مناطق خسارت دیده به‌خصوص استان گلستان به یاری رسانی مردم آسیب دیده پرداخت.

## زندگی ورزشی
او در سال ۱۳۷۸ و در ۱۱ سالگی به ورزش اسکیت علاقه‌مند شد و از همان زمان در کنار تحصیل در مدرسه و دانشگاه و به‌موازات دیگر فعالیت‌های شغلی، بخش بزرگی از عمرش را به یادگیری این ورزش و آموزش حرفه‌ای آن پرداخت. بین سال‌های ۱۳۸۵ تا ۱۳۸۷ در کنار بازیکنی در اسکیت، موفق به کسب گواهینامه مربیگری در رشته‌های اسکیت پایه، اسکیت سرعت، اسکیت هاکی و داوری گردید و از آن پس به‌طور رسمی به‌عنوان مربی و داور مشغول به کار شد. در سال ۱۳۸۹ موفق به کسب مدرک مربیگری بین‌المللی اسکیت هاکی از فدراسیون جهانی رولر اسپرتس گردید و پس از آنکه در سال ۱۳۹۰ مدرک مدرسی اسکیت پایه خود را از فدراسیون دریافت نمود، به‌عنوان مدرس فدراسیون به آموزش اسکیت در تمامی رده‌های سنی (خردسالان، نونهالان، جوانان و بزرگ‌سالان) و آموزش مربیان در استان‌های مختلف (شامل تهران، همدان، مرکزی، خراسان جنوبی و رضوی، آذربایجان غربی و قزوین) همت گماشت.
ازجمله افتخارات او می‌توان به حضور در تیم ملی اسکیت هاکی بانوان ایران در سال ۱۳۸۹، کسب مقام به‌عنوان مربی تیم در مسابقات اسکیت کشوری در رده سنی نونهالان و سطح دانش‌آموزی و کسب مقام انفرادی در مسابقات آزاد بین‌المللی اسکیت سرعت در شهر جوهور مالزی و مربیگری بین‌المللی به مدت ۲ سال در معروف‌ترین باشگاه اسکیت این شهر و دانشگاه فناوری مالزی اشاره کرد. وی همچنین از اعضای تیم برگزارکننده مسابقات ورزشی مختلف دانشجویان در این دانشگاه نیز بود.
وی با توجه به موفقیت‌هایی که در زمینه آموزش اسکیت داشت به‌عنوان نایب‌رئیس هیئت اسکیت شهرستان بهار، نایب‌رئیس بازی‌های کودکان در هیئت ورزش‌های همگانی شهر همدان، مسئول کمیته بازرسی اسکیت استان همدان و عضو کمیته استعدادیابی فدراسیون اسکیت ایران منصوب گردید وی در دوره‌های مختلف لیگ برتر اینلاین هاکی کشور، به‌عنوان داور و بازیکن و در دوره‌های مختلف جشنواره استعدادیابی ورزشی به‌عنوان کارشناس ارزیاب حضور داشت.

## سانحه و درگذشت
وی در شامگاه روز ۱۳ تیر ۱۳۹۸ هنگام بازگشت از مأموریت آموزشی از طرف فدراسیون اسکیت ایران با هدف برگزاری کلاس آموزش مربیگری در استان قزوین در جاده تاکستان-همدان در حادثه تصادف رانندگی درگذشت.

## مراسمات بزرگداشت
- در تاریخ ۱۹ مرداد ماه ۱۳۹۸ مصادف با چهلمین روز درگذشت پرمون نطقی، با هماهنگی فدراسیون اسکیت ایران، اداره ورزش و جوانان استان همدان، استانداری همدان و هیئت اسکیت استان همدان، مراسم یادبودی در افتتاحیهٔ لیگ اسکیت هاکی بانوان کشور برگزار گردید و در همین راستا نام لیگ اسکیت هاکی بانوان کشور با نام «جام زنده یاد پرمون نطقی» نامگذاری و افتتاح گردید.
[۱۶][۱۷][۱۸][۱۹]
- در شهریور ماه ۱۳۹۸ مسابقات اسکیت سرعت استان همدان با هدف بزرگداشت او با همت هیئت اسکیت استان همدان برگزار گردید و شاگردان او نیز در این مسابقات حضور داشتند.[۲۰]

## آثار مکتوب
- پرمون نطقی در زمان حیات خود در حال آماده‌سازی کتابی در مورد مربیگری اسکیت بود، که متأسفانه در زمان حیاتش به چاپ نرسید، پس از درگذشت او، این کتاب تحت عنوان «علم مربیگری اسکیت» به چاپ رسید که رئیس کنونی فدراسیون اسکیت ایران، اولین رئیس فدراسیون اسکیت ایران، مدیر کل اداره ورزش و جوانان استان همدان، رئیس هیئت اسکیت استان همدان، و جمعی از استادان دانشگاه بوعلی سینای همدان مقدمه‌هایی بر این کتاب به رشته تحریر درآوردند.[۲۱][۲۲]
- پرمون نطقی در طی سالیان متوالی دل‌نوشته‌هایی را در فضای مجازی با امضای «همین جوری» به اشتراک می‌گذاشت، که پس از درگذشت اش، همسر او به یادبودش، این دل‌نوشته‌ها را گردآوری نمود و در قالب کتابی با نام «همین جوری» به چاپ رساند.[۲۳][۲۴]
- از آنجائی که او مدرک کارشناسی نرم‌افزار کامپیوتر داشت، به همراه همسرش مقاله ای در زمینه امنیت شبکه نیز در کنفرانس دومین همایش ملی شهر الکترونیک تحت عنوان «بررسی میزان آسیب‌پذیری مسیریاب‌های خانگی به حمله فایل پشتیبان» در سال ۱۳۹۴ ارائه و چاپ نمود.[۲۵]

## دیگر فعالیت‌های مرتبط
- به دلیل علاقه وی به کمک رسانی و دستگیری از کودکان محروم و توسعه ورزش، پس از درگذشت وی بخش زیادی از دارایی‌های وی و همسرش به تأسیس بنیاد خیریه‌ای به نام خود وی و با اهداف حمایت از کودکان بی بضاعت در زمینه ورزش اسکیت و استعدادیابی آنها و توسعه قهرمانی ورزش مصروف گردید.[۲۶][۲۷]درآمد حاصل از کتاب‌های او نیز در بنیادش صرف امور خیر می‌شود.